# 24-es busz (Eger)
Az egri 24-es jelzésű autóbusz a Szalapart (Szalapart út) és a Hajdúhegy (Ankli József út) között közlekedett a 2-es és 4-es autóbuszvonalak összevonásaként csak szabadnapokon. A viszonylatot az Agria Volán üzemeltette.

## Útvonala
| Szalapart felé | Hajdúhegy felé |
| --- | --- |
| Hajdúhegy, Váci Mihály utca – Mikes Kelemen út – Kisfaludy Sándor út – Mindszenty gedeon út – Király utca – Bartók béla Tér – Trinitárius utca – Eszterházy tér – Hatvani kapu tér – Eszterházy tér – Törvényház utca – Barkóczy utca – Csiky Sándor utca – Széchenyi István utca – Ráckapu tér – II. Rákóczi Ferenc utca – Ráchegy utca – Iskola utca – Szalapart út vá | Szalapart út vá. – Szalapart utca – Ráckapu tér – Széchenyi István utca – Csiky Sándor utca – Barkóczy utca – Törvényház utca – Eszterházy tér – Hatvani kapu tér – Telekessy istván utca - Bartók Béla tér – király utca – Mindszenty gedeon utca – Garay János utca – Radnóti Miklós utca – Kisfaludy Sándor út – Hevesi Sándor utca – Ankli József út – Hajdúhegy, Váci Mihály utca |

## Megállóhelyei
| 24 (Szalapart út – Hajdúhegy) |                               |          |                                                                                         |
| Perc (↓)                      | Megállóhely                   | Perc (↑) | Megállóhelyet érintő járatok                                                            |
| 0'                            | Szalapart út végállomás       | 19'      |                                                                                         |
| 1'                            | Iskola út                     | 18'      |                                                                                         |
| 4'                            | Tűzoltó tér                   | 12'      | 5, 5A, 7, 8, 8A, 11, 11A, 12, 12C, 12i, 12Y, 14                                         |
| 5                             | Dobó Gimnázium                | 14       | 5, 5A, 6, 7, 7A, 11, 11A, 12, 14, 37, 37A                                               |
| 7'                            | Autóbusz-állomás              | 12'      | 2, 5, 5A, 7, 7A, 8, 8A, 11, 12, 12C, 12Y, 14, 37, 37A Helyközi buszok Távolsági járatok |
| ∫                             | Színház                       | 10'      | 2, 2A, 5, 5A, 8, 8A, 10, 11, 12, 12C, 12Y, 14                                           |
| 8'                            | Bazilika                      | 8'       | 4, 5, 5A, 6, 7, 7A, 11, 12, 14, 14E, 112, 3405, 3406, 3410                              |
| 10'                           | Színház                       | ∫        | 7, 7A, 11, 12, 14, 14E, 112, 3410                                                       |
| 12'                           | Bartók Béla tér               | 7'       | 4, 4A                                                                                   |
| 13'                           | Hatvani temető                | 5'       |                                                                                         |
| 14'                           | Bethlen Gábor út              | ∫        |                                                                                         |
| 15'                           | Petőfi út                     | 4'       | 37, 37A                                                                                 |
| 16'                           | Garay út                      | ∫        | 37, 37A                                                                                 |
| 17'                           | Radnóti út                    | ∫        | 4, 4A, 37                                                                               |
| 18'                           | Váci Mihály út                | ∫        |                                                                                         |
| ∫                             | Kisfaludy út                  | 3'       |                                                                                         |
| ∫                             | Mikes Kelemen út 1.           | 2'       |                                                                                         |
| ∫                             | Mikes kelemen út 33.          | 1'       |                                                                                         |
| 19'                           | Hajdúhegy (Ankli József utca) | 0'       |                                                                                         |

ssasa